# История Радома

## Предыстория
Самые ранние свидетельства о пребывании человека на месте современного Радома относятся к периоду мезолита и неолита (средней и новой эпохе каменного века), датированного от 8000 до 4400 лет до нашей эры. Найденные в этом районе следы пребывания человека позволяют предположить, что здесь были стоянки племен, ведущих кочевой образ жизни. Многие археологические находки, главным образом захоронения, подтверждают присутствие человека в этой местности также и в эпоху бронзы. Здесь находятся захоронения культур Тшинецкой, Лужицкой и Пшеворской (железный век).

## Происхождение названия
Наиболее распространенной является гипотеза о происхождении названия города от слова рада — «совет»; таким образом, приблизительно его можно перевести как «учрежденный советом».

## Средневековье
Первые поселения в долине реки Млечной, на месте нынешнего Радома, возникают в VIII веке. Это была деревня, жители которой занимались разведением скота, а также обработкой проса и пшеницы. Найдены также следы выплавки железа. В конце IX века из-за поднятия уровня воды в реке и затопления хозяйств поселение было перенесено на ближайший холм, где в X веке возникла крепость, которая в следующем веке была обнесена земельно-деревянным валом и окружена рвом с водой. Удобно расположенный на краю Радомской пущи, на границе Мазовии и Малой Польши Радом стал важным административным центром династии первых Пястов. Здесь были временные резиденции Генриха Сандомирского, Казимира Справедливого и его сына Лешека Белого. Название местечка Петровка происходит от построенного здесь в XII веке костёла святого Петра. Сам костёл до наших дней не сохранился, существуют только его письменные описания. Также известно, что в 1222 году он был передан под опеку ордену бенедиктинцев, прибывших из Сецехува.
Одним из старейших сохранившихся радомских памятников архитектуры является костёл св. Вацлава. Он был построен в XIII веке по приказу Лешека Белого. Ныне, перестроенный и восстановленный после многочисленных пожаров, он не похож на свой первоначальный образ.
Первое упоминание о Радоме villam Slavno iuxta Radom, que vocatur Zlauno (лат. Деревня Славно, возле Радома) появилось в 1155 году в булле римского папы Адриана IV (булла вроцлавская). В ней он говорит о деревне Славно, которая на тот момент была административным центром с кастеляном во главе и размещалась в окрестностях Радома. Непосредственное упоминание о городе, вернее о радомском кастеляне Марке относится к 1233 году.

## Права городские
Примерно в 1300 году Радом получил из рук Болеслава Стыдливого статус города, но расцвет города датируется 1350 годом, когда Казимир III Великий построил Новый Радом с рынком, ратушей и замком, обнесенный крепостными стенами. Форма рынка была прямоугольный, а система улиц, созданных по образцу немецких готических городов, имела вид шахматной доски. Площадь Нового Радома была около 9 гектаров, а длина стен с 30 башнями около 1 километра.
В город вело трое ворот: Краковские называемые также Илжецкими, Петрковские и Любельские. Внутри стен был выстроен костёл св. Иоанна Крестителя (фарный костел), который вместе с замком составлял особый оборонительный комплекс окруженный валом. Замок имел вид большого двухэтажного здания, хозяйственного крыла и трёх оборонительных башен. От того комплекса сохранилась только часть двухэтажного здания, в которой теперь располагается дом приходского священника фарного костёла.
С 1364 г., город стал управляться по магдебургскому праву. Главным фактором оказавшем влияние на развитие города было его выгодное положение на торговых путях с Русью, Силезией, Великой Польшей и Померанией. Главный «воловий путь» с Руси на Силезию скорее всего способствовал появлению в Радоме цеха по выделке шкур, а позже и других ремесленных цехов. В 1376 году Радом стал местом проведения староств, здесь проводились дворянские съезды, сеймы, подписывались договоры, принимались послы. Вероятно, что на одном с таких сеймов Ядвига Анжуйская, дочь Людовика Венгерского, была избрана королём Польши (королём, потому что польское право не предусматривало наследование трона королевой).

## Радом во времена правления Ягеллонов
Владислав Ягайло дал городу ряд привилегий, освободив его жителей от таможенных пошлин на территории всего Королевства Польского. Во время своих путешествий между Вильнюсом и Краковом он неоднократно останавливался в радомском замке, что послужило дополнительным стимулом для развития экономики города. 18 марта 1401 года была подписана виленско-радомская уния, согласно которой Витовт (великий князь Литовский, двоюродный брат Ягайло) и его подданные были вынуждены принести письменное обещание о верности Польше; он был признан великим князем литовским, но только пожизненно: переданные ему во владение земли после смерти должны были отойти к Ягайлу и Королевству Польскому. Одновременно с этим велась интенсивная подготовка к войне с тевтонским орденом.
Сын Владислава Ягайло, Казимир IV, часто бывал в радомском замке вместе со своей женой Елизаветой Габсбург. В нём они принимали иностранных гостей, начиная послами татарского хана, заканчивая посланниками чешского короля Йиржи, который в 1469 году хотел отдать корону Чехии сыну Казимира IV, Владиславу. 18 ноября 1489 года в Радоме Иоганн фон Тифен, великий магистр Тевтонского ордена, преклонился перед королём Казимиром IV Ягеллоном.
С 1420 по 1440 в городе работал Микола из Радома, один из первых польских композиторов. Со времен правления Казимира IV Ягеллона сохранился один из ценных радомских памятников — монастырь и костел бернардинцев, который был учреждён королём и радомским старостой Домиником Казановским в 1468 году. Вначале весь монастырский комплекс и входящий в его состав костел святой Екатерины Александрийской был деревянный, но к 1507 году был построен каменный.
С 1481 года Радом стал местом постоянной резиденции королевича Казимира, сына Казимира IV Ягеллона, которого его отец, находившийся тогда в Литве, уполномочил быть наместником Королевства Польского. И в результате этого Радом был неформальной столицей страны в течение двух лет. Вскоре королевич Казимир умер от туберкулёза и в 1602 году был канонизирован, и теперь он является покровителем радомской епархии и города Радома.
Во время правления Александра Ягеллона в 1505 году на сейме в Радоме была принята конституция Nihil novi. Полное название закона — Nihil novi nisi commune consensu (букв. ничего нового без всеобщего согласия). Это был один из самых важных документов жизни политического государства, согласно которому король не мог ничего самостоятельно решать без одобрения посольской избы и сената. На сейме был утверждён «Устав Лаского» представляющий собой свод дворянских и костельных привилегий, городских законов действующих в Королевстве. Он играл очень важную роль в юридической жизни Польши и был основным земельным законом вплоть до разделов.

## Радом в Республике Обоих Народов
В начале XVII века Радом по-прежнему являлся важным административным и хозяйственным центром Сандомирского воеводства. В 1613—1764 годах, в городе располагался Казначейский Коронный Трибунал — учреждение судебно-исполнительной власти, которое занимался контролем расходов и доходов общественной казны, производил аудит государственных счётов, контролировал подскарбиев и казначейских служащих. В этот период в Радоме бывали короли: Стефан Баторий с женой Анной Ягеллонкой, которая многократно приезжала сюда и после смерти мужа, Сигизмунд III Ваза и Август III. XVII век оказался неблагоприятным для города. В 1623 году город охватила эпидемия чумы, а в 1628 сильный пожар уничтожил более половины домов. Большой урон городу был нанесён во время войны со шведами (так называемый «Потоп»). В 1660 году отступающая шведская армия сожгла замок и монастырь бенедектинок. В результате военных действий в городе осталось 37 домов и 375 жителей. Одним из уцелевших с тех времен зданий является дом Гонски, где во время пребывания в городе останавливался шведский король Карл Х Густав.
В последующие года эпидемии и пожары оказали негативное влияние на статус города. Только раз в год, когда со всей страны на заседание Казначейского Трибунала собиралась шляхта, разрушенный город ненадолго начинал жить прежней жизнью.
На рубеже XVII и XVIII веков в городе развивается еврейская община. Мещанство Радома воспринимало евреев как конкурентов и в 1746 году по инициативе самих мещан, король Август III дал им привилей «Privilegium de non tolerandis Judaeis», согласно которой евреи должны были покинуть город. Так и произошло, но спустя сорок лет, радомский староста Александр Потканский, разрешил им вернуться, чтобы они могли способствовать оживлению торговли в городе.
В 1682 году в Радом прибывает орден пиаристов, которые открывают в городе школу, а в 1737—1756 годах по инициативе Антония Конарского, брата Станислава Конарского, строится здание коллегии пиаристов по проекту Антонио Солари.
В 1763 году Казначейский Коронный Трибунал был перенесён в Варшаву. Спустя четыре года 23 июня 1767 года Кароль Радзвилл возглавил радомскую конфедерацию по защите «веры и свободы», которая признала Екатерину II гарантом строя Речи Посполитой. Пиаристы, возглавлявшие коллегии, способствовали развитию культуры и образования. Среди них были такие знаменитые преподаватели как: Франтишек Сярчинский, Иосиф Генрих Осинский, Онуфрий Копчинский и Франтишек Ксаверий Дмоховский.
Последним достижением властей Радома перед первым разделом Польши была созванная в 1787 году во время правления и под покровительством короля Станислава Августа Понятовского «Комиссия хорошего порядка» (лат. Commisio Boni Ordinis), которая должна была определить необходимые инвестиции и наметить пути развития города, но политическая ситуация в стране сделала невозможным реализацию этих планов.

## Радом в разделённой Польше
После первого и второго раздела Речи Посполитой, Радом оставался в её составе, но после подавления восстания Костюшко и третьего раздела город стал частью австрийской аннексии, входя в состав Западной Галиции и став его округом. В 1809 году Радом вошёл в состав Варшавского герцогства, где получил ранг столицы департамента. После поражения Наполеона I под Москвой и его абдикации, герцогство (в том числе и Радом) было занято русской армией. Русские нанесли значительный урон городу, но после Венского конгресса и образования Царства Польского за Радомом сохранилась функция столицы округа Сандомирского воеводства. Через два года после этого в городе появилась первая светская начальная школа, а в 1827 году — Научное общество в Радоме, ставшее предшественником действующего до настоящего времени Радомского научного общества.
Первый мэр Юзеф Круликовский в 1815 году приказал снести руины городских стен и засыпать все рвы. Начато мощение улиц и ремонт жилых домов.
Во время ноябрьского восстания Радом был пунктом сбора и снабжения повстанческой армии, а после его подавления управление городом принял на себя наместник Царства Польского фельдмаршал Иван Паскевич. В 1837 году восемь воеводств, на которые делилось Царство Польское, были переименованы в губернии. Существующее в то время Сандомирское воеводство со столицей в Радоме стало называться Сандомирской губернией, а с 1844 года Радомской губернией.
Гораздо большую роль Радом сыграл в январском восстании. Ещё за два года до начала восстания проходили патриотические демонстрации, уличные беспорядки и акции угроз царским служащим,. За несколько дней до начала восстания в Радом как в столицу губернии прибыл генерал Мариан Лангевич, который возглавил отряд повстанцев и в первый день восстания одержал победу под Едлней и поражение под Шидловцем.
Восстание носило характер партизанской войны и ввиду превосходства царской армии закончилось осенью 1864 года. В конце восстания в окрестностях Радома погиб полковник Дионисий Чаховский, которого похоронили в деревне Буковно. Лишь в 1937 году прах героя был перенесён в величественный мавзолей при костеле бернардинцев. Разрушенный немцами во время Второй мировой войны склеп был восстановлен в другом месте, на пересечении улиц Мальчевского и Вернера.
В 1867 году, в начале польского позитивизма в Радоме была проведена канализация. В 1883 году вышел первый номер «Газеты Радомской», а через два года открыто железнодорожное сообщение соединившее Домброва-Гурнича с Иванградом (ныне Демблин), что стало толчком к развитию промышленности, главным образом пивоваренной и строительной отрасли. В 1894 году было начато строительство костела Пресвятой Девы Марии. Это было одно из самых продолжительных архитектурных строительств Радома, которое закончилось в 1911 году. В 1917 году возникает первый завод по выделке кож, что способствует развитию кожевенно-обувной промышленности. В начале XX века в Радоме была построена одна из первых на территории «конгрессовки» (конгрессовой Польши) электростанций и начато освещение улиц электричеством.
В июле 1915 года Радом был занят австрийской армией, что послужило причиной привлечения на сторону галицких Польских Легионов добровольцев из Радома и его окрестностей. В том же месяце выступил первый отряд, а остальные в последующие месяца. Через три года после того как австрийские войска заняли город, 2 ноября 1918 года гарнизон оккупационных войск был обезоружен жителями Радома и этот день стал первым днём независимости города.

## Двадцатилетие между войнами
Во времена Второй Речи Посполитой, Радом утратил статус столицы губернии и в 1932 году стал городским повятом Келецкого воеводства. Но развитие города не остановилось. Вхождение Радома в Центральный Промышленный Округ способствовало возникновению оружейного завода, завода по производству телефонных аппаратов, обувной фабрики, табачной фабрики и завода по производству газового оборудования. В 1933 году была открыта железнодорожная линия, соединившая Радом с Варшавой. В 1938 году число жителей города превысило 90 тысяч, из которых 30 % составляли евреи, вторая по численности национальная группа Радома.
В то время в Радоме возник «Театр Разнообразия» (пол. Teatr Rozmaitości). В городе было много кинотеатров, библиотек и газетных издательств. На протяжении двадцати лет в городе размещался 72-й полк пехоты, которому впоследствии было присвоено имя Дионисия Чаховского.

## Вторая мировая война
Первые бомбы упали на город 1 сентября 1939 года. Дислоцирующийся в Радоме 72-й пехотный полк, входящий в состав 28-й пехотной дивизии армии «Лодзь» понес тяжелые потери при обороне города в 1939 году. Когда город заняла немецкая армия, было учреждено Генерал-губернаторство и Радом стал одним из четырех округов.
24 января 1941 года немецкой полицией безопасности были арестованы 268 человек, в том числе 25 женщин и бывший мэр города. Арестованные были обвинены в антиправительственной деятельности и посажены в тюрьму в подвале школы им. Пилсудского.
Весной 1941 года в городе было создано еврейское гетто, в котором было сосредоточено 35 тысяч человек. Начались акции уничтожения. К ноябрю 1943 года в живых осталось несколько тысяч узников. Оставшиеся в живых были заключены в новый концлагерь, который стал подразделением лагеря уничтожения Освенцим. Всего из еврейской общины Радома выжило несколько сот человек.
16 января 1945 года Радом был освобождён войсками 1-го Белорусского фронта (25-й и 61-й корпуса 69-й армии, а также 11-й танковый корпус под командованием Ивана Ющука.

## Радом во времена Польской народной республики
- 16 января 1945 года — вступление в Радом частей Красной Армии
- 9 сентября 1945 года — отделения Армии Крайовой под командованием Стефана Бембинского заняли город и освободили арестованных бойцов АК.
- 1949 год — в Радоме открывается вечерняя инженерская школа, которая даёт начало Радомскому технолого-гуманистическому университету и Святокжискому политехническому институту.
- В 1951 году была основана Офицерская авиашкола. Через пять лет после этого в неё приезжают легендарные пилоты польской авиации генерал Станислав Скальский и полковник Вацлав Круль.
- 1963 — повторно было создано радомское научное общество.
- 1975 — после административной реформы Радом вновь обрел статус столицы воеводства.
- 25 июня 1976 — радомские рабочие организовали забастовку против политики правительства и Польской Объединённой Рабочей Партии, которая была жестоко подавлена коммунистами, а город стал известен как центр антикоммунистической оппозиции.
- 1984 — основан межведомственный Междуведомственный Научный Центр Эксплуатации Недвижимого Имущества — сегодняшний Институт Технологии Эксплуатации — один из ведущих исследовательских центров в стране.

## Радом в третьей республике
- 20 декабря 1990 — постановлением номер 76/90 городским советом Радома был учреждён нынешний герб города.
- 4 июня 1991 — визит в Радом римского папы Иоанна Павла II.
- 25 марта 1992 — образование радомской епархии (булла Иоанна Павла II Totus tuus Poloniae populus)
- 1996 — Радомская высшая инженерная школа получила статус Политехнического института
- 25 мая 2002 — кардинал Йозеф Ратцингер (впоследствии римский папа Бенедикт XVI) посетил Радом по случаю рукоположения Зигмунта Зимовского в сан епископа.
- 2004 — началось долгожданное восстановление города Казимировского.
- 2005 — подписание в Радоме межрегионального соглашения о строительстве экспрессной дороги Восток-Запад S12
- 2006 — торжественное открытие в Радоме копии иконы Ченстоховской Божьей Матери, которое возглавлял кардинал Станислав Дзивиш, 44 епископа и тысячи верующих.